# Batillipes dicrocercus
Batillipes dicrocercus är en djurart som tillhör fylumet trögkrypare, och som beskrevs av Pollock 1970. Batillipes dicrocercus ingår i släktet Batillipes och familjen Batillipedidae. Inga underarter finns listade i Catalogue of Life.